# De Sterfshow
De Sterfshow is een Nederlandse film uit 2021 geschreven door Johan Paul de Vrijer. De film werd geregisseerd door Edson da Conceicao en Timo Ottevanger en dient als een Videoland Original-film die tot stand kwam tijdens het Videoland Academy-project.

## Verhaal
De film vertelt het verhaal over een toekomstige versie van Nederland waarin een televisieprogramma onder de naam 'De Sterfshow' het land in zijn greep houdt. Het programma dient als een ultieme democratische afvalrace waarin door het Nederlandse volk wekelijks wordt gestemd welke Nederlander vogelvrij wordt verklaard en daarom geëxecuteerd moet worden.
Als de ondergewaardeerde Salman Seegers als patholoog wordt ingezet voor het televisieprogramma, geniet hij van zijn nieuwe status als bekende Nederlander en alle positieve reacties die hij hier op krijgt. Hier komt verandering in als zijn zoon door een virale video bovenaan de sterflijst komt te staan.

## Rolverdeling
- Nasrdin Dchar, als Salman Raya Seger
- Meral Polat, als Fatma Seger
- Souhail Attahiri, als Ezra Seger
- Lamya Chadli, als Amina Seger
- Ronnie Flex, als Lucas Kempen
- Victoria Koblenko, als Vivian
- Isa Hoes, als Jotte
- Leandro Ceder, als Fernando
- Denzel Goudman, als Davi
- Bart Slegers, als Leon
- Abbey Hoes, als Mila de Jongh
- Peter Pannekoek, als Felix de Lier
- Kenan Raven, als notaris Meeuwisen
- Anneke Sluiters, als Nasha
- Reinout Bussemaker, als buurman Anton
- Rian Gerritsen, als buurvrouw Lies
- Eva Heijnen, als dokter Engel
- Roosmarijn Wind, als visagiste
- Owen Kaat, als Ivo
- Faye Kimmijser, als Faye
- Djanifa Jesus da Conceicao, als leerkracht

## Achtergrond
De film werd geregisseerd door Edson da Conceicao en Timo Ottevanger en ontstond tijdens het Videoland Academy-project van streamingdienst Videoland. Tijdens dit project krijgt jongtalent bij Videoland een kans aangeboden om hun eigen originele verhaal verder te ontwikkelen.
De Sterfshow ging op 27 september 2021 tijdens het Nederlands Film Festival en tegelijktijdig op Videoland in première, dit gebeurde gelijktijdig met de films Indringer en Verdwenen Dagen die beide ook tijdens dit project tot stand kwamen. De drie films waren de eerste Videoland Original-films die er gemaakt zijn.
De film was in juni 2022 genomineerd voor de Zilveren Krulstaart in de categorie Beste scenario Kort.